# 天池級補給艦
天池級補給艦（チョンジきゅうほきゅうかん、英語: Cheonji-class replenishment oiler）は大韓民国海軍の補給艦の艦級。造船所であるHD現代重工業側の呼称はHDA-8000型。

## 設計
設計面では、1980年代後半に現代重工業がニュージーランド海軍向けに建造した「エンデバー」の発展型とされている。またイタリア海軍のストロンボリ級補給艦の影響も指摘されている。
洋上移送
艦中部に片持ち式のモノポール型ポストを両舷2基ずつ備えており、1番及び2番ステーションは液体貨物用、3番及び4番ステーションはドライカーゴ用して設定されている。また艦尾からも補給を行うことができる。
艦尾にはヘリコプター甲板を備えており、ヘリコプターによる物資移送（VERTREP）にも対応できる。
物資格納
標準的な搭載内容は下記の通りである。
- 貨油4,200トン
- ドライカーゴ450トン

艦内での物資移送用として、フォークリフト4基、パレット・トラック4基を備え、また甲板間での移送はエレベーター3台によって行われる。 また、港での揚降用として、甲板上にはデッキ・クレーンを2基備えている
兵装
1番艦ではエリコンKCB 30mm機銃を連装に配した米エマーソン社製の有人砲塔を艦の前後に配していた。また建造年度が開いたこともあり、2、3番艦では、方位盤射撃に対応したファスト・フォーティー 40mm連装機銃に変更された。
このほか、補給ポスト両舷に20mmガトリング機関砲を各1基装備している。

## 同型艦
| #      | 艦名                            | 起工            | 進水           | 就役           |
| ------ | ------------------------------- | --------------- | -------------- | -------------- |
| AOE-57 | 天池 (チョンジ) ROKS Cheonji    | 1988年 12月29日 | 1990年 7月26日 | 1992年 1月4日  |
| AOE-58 | 大清 (テチョン) ROKS Daecheong  |                 | 1997年 1月     | 1998年 3月31日 |
| AOE-59 | 華川 (ファチョン) ROKS Hwacheon |                 | 1997年 7月     | 1998年 8月31日 |

また2001年には、準同型艦1隻がベネズエラむけに建造され、「シウダー・ボリバル」（Ciudad Bolivar）として就役した。